# Blagoja Todorovski
Blagoja Todorovski (in macedone Благоја Тодоровски?; Skopje, 11 giugno 1985) è un ex calciatore macedone, di ruolo centrocampista o difensore.

## Carriera

### Club
Ha giocato nella prima divisione dei campionati macedone, rumeno ed albanese.

### Nazionale
Il 18 giugno 2014 esordisce con la nazionale macedone nell'amichevole contro la Cina persa per 2-0.

## Palmarès

### Club

#### Competizioni nazionali
- Campionato macedone: 3

Rabotnički: 2013-2014
Škendija: 2017-2018, 2018-2019
- Coppa di Macedonia: 2

Rabotnički: 2013-2014
Škendija: 2015-2016
- Coppa d'Albania: 1

Teuta: 2019-2020
- Supercoppa d'Albania: 2

Teuta: 2020, 2021
- Campionato albanese: 1

Teuta: 2020-2021